# Фальшивомонетники (фільм, 1910)
«Фальшивомонетники» (фр. Les Faussaires,  1910) — французький серійний пригодницький фільм (кінороман), популярний у Франції в 1905—1915 роках, поставлений на студії Пате.

## Сюжет
Детективу дають завдання вистежити зграю фальшивомонетників. Він холоднокровний і хоробрий. Навіть у хвилину небезпеки він не випускає з рота своєї трубки. За законами жанру у фільмі є погоні, переслідування, похмурі руїни, і таємничі підземелля з секретними люками. Коли злочинці вистежені, їхній ватажок кінчає життя самогубством, а безстрашний детектив лише знизує плечима.

## Цікаві факти
Для виконання головної ролі в цій серії Пате запрошувала колишнього детектива Леона Дюран.